# Ha Hyung-joo
Ha Hyung-joo (in hangŭl: 하형주; 3 giugno 1962) è un ex judoka sudcoreano.

## Palmarès

### Olimpiadi
- 1 medaglia:
  - 1 oro (Los Angeles 1984 nei -95 kg)

### Mondiali
- 3 medaglie:
  - 1 argento (Seul 1985 nei -95 kg)
  - 2 bronzi (Maastricht 1981 nei -95 kg; Essen 1987 nei -95 kg)

### Giochi asiatici
- 1 medaglia:
  - 1 oro (Seul 1986 nei -95 kg)

### Universiadi
- 1 medaglia:
  - 1 oro (Kobe 1985 nei -95 kg)

### Campionati asiatici
- 2 medaglie:
  - 1 oro (Giacarta 1981 nell'open)
  - 1 argento (Giacarta 1981 nei -95 kg)